# Сподњи Габерник
Сподњи Габерник (словен. Spodnji Gabernik) је насељено место у општини Рогашка Слатина, Савињска регија, Словенија.

## Историја
До територијалне реорганизације у Словенији био је у саставу старе општине Шмарје при Јелшах.

## Становништво
У попису становништва из 2011. године, Сподњи Габерник је имао 122 становника.
| Број становника према пописима | Број становника према пописима | Број становника према пописима |
| ------------------------------ | ------------------------------ | ------------------------------ |
| 1991                           | 2002                           | 2011                           |
| 135                            | 118                            | 122                            |

Напомена: До 2002. исказивано под именом Сподњи Габрник.